# Мезьер, Томас де
Томас де Мезье́р (нем. Thomas de Maizière; род. 21 января 1954, Бонн) — немецкий государственный и политический деятель, министр внутренних дел страны (с октября 2009 по март 2011 года, а также с декабря 2013 года). Ранее — министр обороны Германии (с марта 2011 года по декабрь 2013 года), федеральный министр по особым поручениям, начальник ведомства федерального канцлера Ангелы Меркель (с 2005 по 2009 год), работал в исполнительных органах власти Свободного государства Саксонии, Мекленбурга — Передней Померании и Западного Берлина. Двоюродный брат последнего премьер-министра ГДР Лотара де Мезьера.

## Биография
Карл Эрнст Томас де Мезьер (Karl Ernst Thomas de Maiziere) родился 21 января 1954 года в Бонне. Предки по отцовской линии из знатной семьи французов-гугенотов, переселившихся из-за религиозных гонений в Бранденбург в XVII веке. Отец Томаса — Ульрих де Мезьер во Вторую мировую войну служил подполковником вермахта, после ранения на Восточном фронте работал в генеральном штабе вермахта, посещал бункер Адольфа Гитлера в Рейхсканцелярии и был одним из первых, кто узнал о самоубийстве диктатора. В мае 1945 года он участвовал в переговорах с Красной армией о капитуляции Германии. После войны Ульрих де Мезьер стал одним из главных создателей бундесвера — вооруженных сил ФРГ. К моменту ухода в отставку в 1972 году он получил звание полного генерала и был одним из самых влиятельных членов оборонного ведомства страны. Ева де Мезьер, жена генерала Ульриха де Мезьера и мать Томаса де Мезьера получила известность как скульптор и график.
Двоюродный брат Томаса Лотар де Мезьер остался по другую сторону границы, в ГДР. В 1989 году он стал председателем Христианско-демократического союза (ХДС) ГДР и в апреле 1990 года был первым и последним избранным премьер-министром Восточной Германии. Он ушёл с этого поста после воссоединения ГДР и ФРГ в октябре 1990 года. После этого Лотар помог Ангеле Меркель начать политическую карьеру в администрации канцлера уже объединённой Германии Гельмута Коля.
Томас де Мезьер стал членом ХДС ещё до окончания школы, в 1971 году. В 1972 году он служил в бундесвере, после чего изучал историю и юриспруденцию в Вестфальском университете имени Вильгельма в Мюнстере и Фрайбургском университете. Сдав в 1979 и 1981 годах квалификационные экзамены на юриста, он в 1986 году получил звание доктора права в Вестфальском университете имени Вильгельма.
Ещё в 1983 году де Мезьер устроился на работу в мэрию Западного Берлина, по некоторым сведениям, благодаря протекции его отца. С 1985 года он возглавлял отделение по основным вопросам канцелярии берлинского сената и был пресс-секретарем парламентской фракции ХДС. В 1990 году де Мезьер участвовал в процессе воссоединения ГДР и ФРГ. В конце 1990 года де Мезьер был назначен на пост статс-секретаря министерства культуры в земле Мекленбург — Передняя Померания, ранее входившей в состав ГДР. В 1993 году де Мезьер был председателем конференции глав министерств культуры федеральных земель Германии. В 1994 году он стал главой государственной канцелярии Мекленбурга — Передняя Померании.
В 1998 году после выборов власть в Мекленбурге — Передней Померании перешла к Социал-демократической партии Германии (СДПГ), и де Мезьер начал работать в Свободном государстве Саксония, став там советником главы государственной канцелярии, а в октябре 1999 года сам занял пост главы госканцелярии.
В 2001—2002 годах де Мезьер был статс-министром финансов Саксонии, а в 2002—2004 годах — статс-министром юстиции федеральной земли. В ноябре 2004 года его назначили статс-министром внутренних дел Саксонии и членом статс-ассамблеи федеральной земли. Эксперты отмечали, что Саксония с 2000 по 2005 год активно налаживала экономические связи с Россией и важную роль в этом играл де Мезьер.
В 2005 году, после победы ХДС на выборах, де Мезьер был назначен начальником ведомства федерального канцлера, которым стала Меркель, а также получил пост министра по особым поручениям, сменив на этих постах Франка-Вальтера Штайнмайера, ставшего главой МИД Германии. Назначению не помешал скандал вокруг Commerzbank: немецкое следствие выяснило, что банк мог быть замешан в отмывании денег и мошеннических операциях, связанных с деятельностью российского фонда «Телекоминвест», по некоторым сведениям, контролировавшегося министром связи и информатизации России Леонидом Рейманом. Одним из подозреваемых в злоупотреблениях был старший брат де Мезьера, Андреас (Andreas), работавший главой отдела кадров Commerzbank. Впрочем, брат де Мезьера осужден не был и с 2008 года работал управляющим директором компании Doertenbach & Co.
В 2009 году де Мезьер баллотировался в бундестаг и был избран по списку ХДС в избирательном округе города Мейсен в Саксонии, набрав 45 процентов голосов. ХДС одержал победу на выборах, и после распада «большой коалиции» ХДС/ХСС и СДПГ и создания коалиционного консервативно-либерального правительства ХДС/ХСС и Свободной демократической партии (СвДП) де Мезьер в октябре 2009 года получил пост федерального министра внутренних дел Германии.
На посту министра в 2009 году де Мезьер сообщил о том, что одной из первоочередных задач его ведомства является борьба с деятельностью в стране русских и китайских шпионов, что вызвало недовольство МИД РФ. Осенью 2010 года де Мезьер был одним из первых немецких политиков, вслух заявивших о проблемах в интеграции иммигрантов, которые отказывались учить немецкий язык.
В марте 2011 года, после отставки Карла-Теодора цу Гуттенберга с поста министра обороны Германии из-за обнаруженного в его диссертации плагиата, стало известно, что министерство обороны возглавит де Мезьер. В новую должность он вступил 3 марта 2011 года. Новым министром внутренних дел был назначен Ханс-Петер Фридрих.
Де Мезьер женат, его супругу зовут Мартиной. У них трое детей.